# Kristen McCarthy
Pour les articles homonymes, voir McCarthy.
Kristen McCarthy, née le 28 septembre 1990 à La Puente (Californie), est une joueuse américaine de basket-ball.

## Biographie
La californienne choisit de signer à Temple pour être coachée par l'ancienne star Dawn Staley et a eu l'intention - non mise à exécution - de changer d'université, après son remplacement par Tonya Cardoza. Avec les Owls, elle se fait remarquer lors de son année sophomore (14,8 points à 41,3 %, après 8,6 points en freshman) en intégrant le meilleur cinq de l'Atlantic 10, saison où avec 42 points elle bat le record de la meilleure marque de l'université établi 27 ans plus tôt. En junior (13,2 points à 38,7 %) puis en senior (12,9 points à 39,6 %), elle ne réitère pas ces performances.
Contrairement à sa coéquipière Shey Peddy (joueuse de l'année de l'A10, choisie au second tour par le Sky) qui loue sa ténacité « Elle ne prend jamais un jour de repos. Elle vient s'entraîner ou faire de la musculation, quoi qu'il se passe et se donne à 110 % », elle n'est pas draftée. En quatre saisons, elle marque l'histoire des Owls avec 1 619 points (4e marque de l'histoire de l'université), 713 rebonds (9e) et 209 interceptions (8e). En senior, elle est nommée dans le meilleur cinq de la Big 5 à la fois sur le plan sportif et sur le plan académique.
À l'été 2012, elle signe en Italie à Faenza (10,3 points à 40,4 %, 1 tir sur 10 à trois points et 5,6 rebonds en 10 rencontres), club où a déjà évolué Lauren Ervin, qu'elle remplace fin décembre 2012 à Tarbes après la première pige assurée par Kim Smith.

## Clubs
- ?-? :  Bishop AmatHigh School
- 2008-2012 :  Owls de Temple
- 2012-2012 :  Club Atletico Faenza Pallacanestro
- 2012-2013 :  Tarbes Gespe Bigorre

## Palmarès
- Vainqueur du Challenge Round 2013[7]